# Новобранец (телесериал, 1988)
«Новобранец» (дев. फौजी, англ. Soldier) — телесериал об индийской армии коммандос, транслировавшийся по национальному каналу Индии DD National в 1988 году. Первая заметная роль Шахрукха Кхана на телевидении

## Роли
- Ракеш Шарма — Викрам Рай
- Амина Шервани — Киран
- Шахрукх Кхан — Абхиманья Рай
- Манджула Автар — капитан Мадху Ратхор
- Вишваджит Прадхан — Ясин Кхан
- Санджай Танеджа — Кишор
- Викрам Чопра — Варунешвар Сингхджи Пармешвар Сингджи Чавхан
- Гаутам Бхарадвадж — Питер Монтейро
- А. Каннан — Нараянан
- Аджай Трихан — Девендер Сингх
- Сонал Дабрал — Арун
- Никхил Деван
- Ранбир Сингх — Содхи
- Нирадж Джоши